# Andre Dirrell
Andre Dirrell med kaldenavnet The Matrix (født 7. september 1983 i Flint, Michigan i USA er en amerikansk bokser, der vandt mellemvægt-bronze-medaljen ved Sommer-OL 2004.

## Amatør karriere
Southpaw Dirrell var udmærket som en amatør og vandt National Amateur Championship i mellemvægt (165 ibs) i 2003 (Broderen Anthony Dirrell vandt det i 2004 og 2005).

## Karriere
Dirrell begyndte sin professionelle karriere i 2005 og har rekorden for 19 sejre (13 KO) i 20 professionelle kampe, med en tabt kamp. Han og hans bror, Anthony Dirrell, er kendetegnet ved regelmæssigt at optræde på ESPN-kampkort.
Dirrell besejrede Curtis Stevens på HBO's Boxing After Dark i juni 2007. Han slog Anthony Hanshaw og Victor Oganov ud i KO.

## Super Six
Dirrell var en af de seks super-mellemvægt-deltagere i Showtimes Super Six World Boxing Classic-turnering sammen med Arthur Abraham, Andre Ward, Carl Froch, Mikkel Kessler og Allan Green. Hans første kamp var mod Carl Froch den 18. oktober 2009 for WBC Supermellemvægt-mesterskabet. Dirrell tabte, hvilket af mange blev betragtet  som en kontroversiel beslutning i Froch's hjemby i Nottingham, England. To af dommerne tildelte Froch kampen 115-112, mens den tredje tildelte Dirrell kampen 114-113.
Den 27. marts 2010, stod Dirrell overfor den ubesejrede og tidligere mellemvægt mester Arthur Abraham i Detroit, Michigan i USA. I fjerde runde, bankede Dirrell Abraham ned for første gang i sin karriere. I det tiende runde, gav Abraham et slag, der sendte Dirrell mod gulvet. Dirrell steg øjeblikkeligt, og dommeren fastslog det et kontroversielt "slip". Dirrell udboksede abraham hele kampen og komfortabelt foran på scorecards 97-92, 98-91, og 97-92. I den 11. runde forårsagede en glatsted i hjørnet af ringen at Dirrell gled ned på knæen med den ene handske i gulvet. Mens han sad ned, leverede Abraham et slag i Dirrells hage, en forsinket reaktion blev fulgt op af Dirrell om væltede om på jorden bevidstløs. Dommeren afgjorde ulovlige slag af Abraham – en felj, der tildelte Dirrell en sejr via diskvalifikation.
Den 7. oktober 2010 meddelte Direll, at han trådte tilbage fra Super Six-turneringen på grund af neurologiske problemer.